# Magic Keyboard

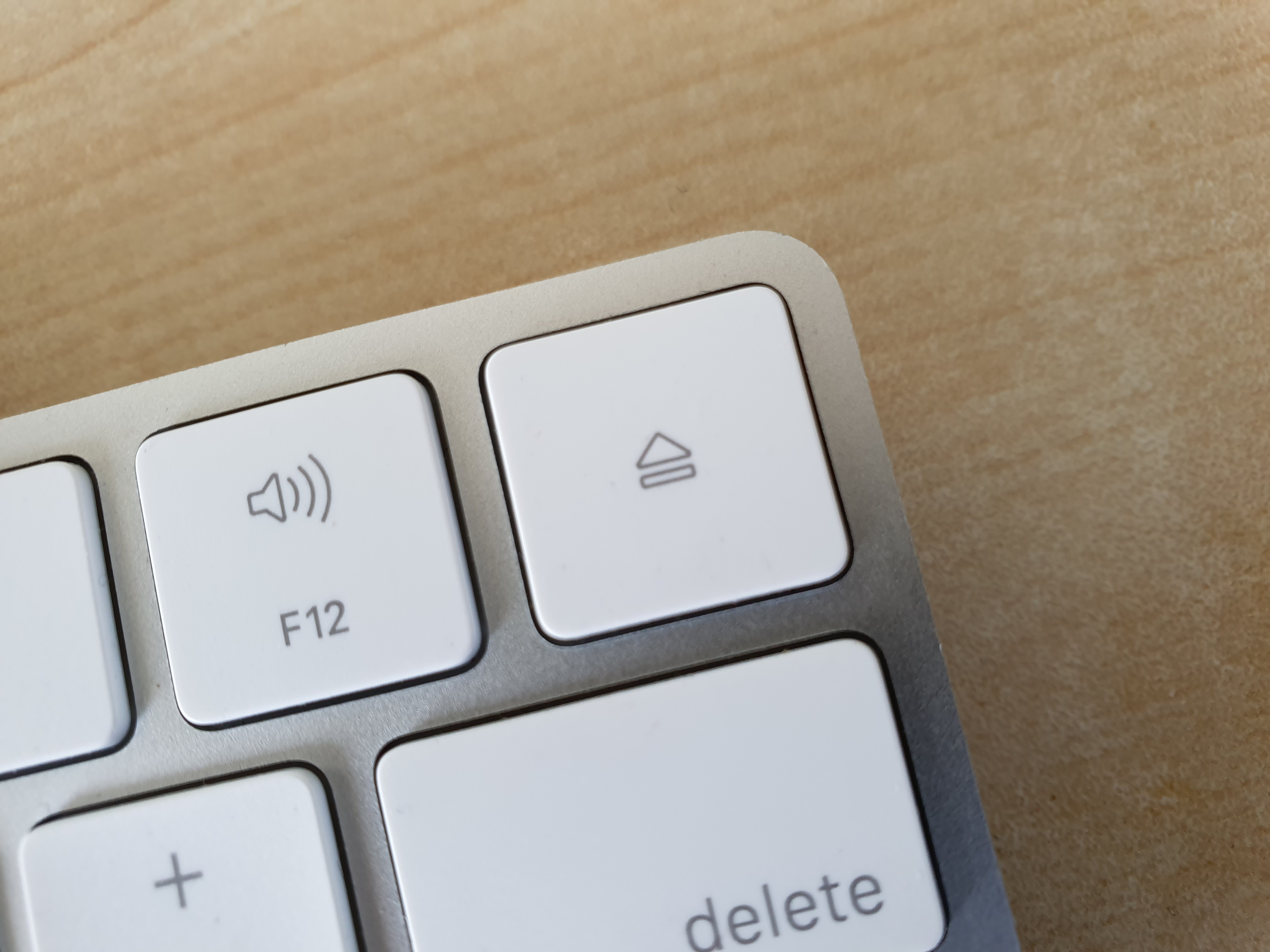
第1世代Magic Keyboardの特徴的なイジェクトキー

Magic Keyboard（マジック・キーボード）は、Appleが製造するワイヤレスコンピュータキーボードのファミリーである。

## 解説
これらのキーボードはiMacやMac Proに同梱されているほか、単体でも販売されている。これらはApple Wireless Keyboardの後継製品である。各Magic Keyboardモデルは、特定の地域に合わせたコンパクトまたはフルサイズのキー配列、F12キーの隣に機能キーまたはTouch IDセンサーを持ち、カラーバリエーションも用意されている。
Appleは、2019年11月以降にリリースされたMacBookの内蔵キーボードもMagic Keyboardと呼んでおり、同じシザーメカニズムを採用し、キーの深さがやや浅くなっている。

## 特徴

### 第1世代
初代Magic Keyboardのデザインは以下の2モデルが存在した。
- A1644: Magic Keyboard（2015年10月発売）
- A1843: 数値キーパッド付きMagic Keyboard[2]（2017年6月発売）

このキーボードのデザインは前モデルに似ているが、より低いプロファイルを持つ。Appleはシザーメカニズムを再設計し、キーの安定性を33%向上させ、キーの移動距離を短縮した。キーの字体もVAG RoundedからSan Francisco (SF Compact)に変更された。
このキーボードは密閉された交換不可能な充電式リチウムイオンバッテリーを搭載しており、キーボードの背面にあるLightningポートを通じて充電される。充電式バッテリーは一般的に1ヶ月ほど持続する。内部にはSTMicroelectronicsのSTM32F103VB 72 MHz 32ビットRISC ARM Cortex-M3プロセッサと、BroadcomのBCM20733 Enhanced Data Rate Bluetooth 3.0 Single-Chip Solutionが搭載されている。
このキーボードはOS X El Capitan以降を実行するMac、iOS 9以降を実行するiPhoneおよびiPad、およびApple TV ソフトウェア 7.0またはtvOS 10以降を実行するApple TVに対応している。

#### 発売
Magic Keyboard (A1644)は、Magic Mouse 2およびMagic Trackpad 2と共に2015年10月に発売された。
2017年6月5日、Appleは数値キーパッド付きMagic Keyboard (A1843)をリリースし、その日に廃止された有線Apple Keyboardの後継とした。このモデルは長くなり、数値キーパッドと異なる矢印キーの配列を持つ拡張キー配列を備えている。同時に、数値キーパッドなしのMagic Keyboard (A1644)は新しいControlおよびOptionキーのシンボルを持つマイナーなビジュアルアップデートを受けた。
黒いキーを持つスペースグレーの数値キーパッド付きMagic KeyboardはiMac Proに同梱され、その後単体での購入が可能になった。
銀色の仕上げに黒いキーを持つバージョンは2019年のMac Proに同梱されていたが、単体での購入はできなかった。

### 第2世代
2021年に導入された新しいMagic Keyboardデザインには、底面のアルミニウムケース、非対称のコーナーキー、スリープ機能に割り当てられたイジェクトキー、入力ソースに割り当てられたfnキー、Spotlight、Dictation/Siri、おやすみモードに再割り当てされたF4-F6ファンクションキーが含まれている。この新しいデザインを使用して、イジェクトキーの代わりにTouch IDセンサーを含む2つの追加モデルオプションも提供される。この更新により、スペースグレーの数値キーパッド付きMagic Keyboardが廃止された。更新されたキーボードモデルには以下が含まれる。
- A2449 Touch ID付きMagic Keyboard: 79キー[6]
  - 2021年5月: iMac (M1)に同梱。色は銀、ピンク、青、緑、紫、オレンジ、黄色の7色。
  - 2021年8月: 単体販売（$149） (MK293LL/A EMC 3579)。色は銀。
- A2450 ロックキー付きMagic Keyboard: 78キー[7]
  - 2021年5月 (MK2A3LL/A $99 EMC 3619)。色は銀。
- A2520 Touch IDと数値キーパッド付きMagic Keyboard: 109キー[8]
  - 2021年5月: iMac (M1)に同梱。色は銀、ピンク、青、緑、紫、オレンジ、黄色の7色。
  - 2021年8月: 単体販売 (MK2C3LL/A: 銀と白のキー $179 EMC 3957)。
  - 2022年3月: 単体販売 (MMMR3LL/A: 銀と黒のキー $199 EMC 3957)。

Touch IDセンサーを備えたキーボードは、Mシリーズチップを使用するMacモデルのロック解除のためにユーザーの指紋をスキャンすることができる。iMac (M1)に同梱されるキーボードも色に合わせたアルミニウム仕上げが施されている。
Touch IDと数値キーパッド付きMagic Keyboard (A2520)は、当初は銀と白のキーでのみ提供されていた。2022年3月8日、Mac Studioの発売に合わせて黒いキーのバージョンが導入された。

## iPadバージョン
2020年3月、Appleは2018年以降のiPad Pro用にトラックパッドを統合したMagic Keyboardを発表した。iPadのSmart Connectorを通じて接続する。このキーボードは、同年に発売されたiPad Airもサポートしている。
2024年5月15日、iPad Pro(M4)用に新モデルを発売した。前モデルとはマグネットの位置などが異なり互換性はない。また上部にファンクションキーが追加され、トラックパッドはMagic Trackpadのように触覚フィードバックに、パームレストの素材はアルミニウムに変更された。